# Islas Argentina
Las islas Argentina o islas Argentine son un grupo insular de pequeñas islas costeras de la Antártida ubicado a 8 kilómetros al sudoeste de la isla Petermann y a 6 kilómetros al noroeste del cabo Tuxen en la costa oeste de la península Antártica, de la cual las separa el estrecho Penola. Forman parte del archipiélago Wilhelm. El pasaje Francés las separa de la isla Petermann.

## Islas
El archipiélago forma un cordón de 3,8 millas de largo formado por islas, islotes y rocas que se extienden en dirección NNE-SSE y 2,8 millas hacia el ONO. Se hallan cubiertas de hielo y su altura máxima no supera los 50 m s. n. m. La mayor es la isla Skua, con 1,5 km de largo por 1 km de ancho.
De NE a SO las principales islas son:
- Isla Fanfare
- Isla Irízar
- Isla Uruguay
- Islas Forge o Herradura
- Isla Grotto
- Islas Corner o del Rincón
- Isla Galíndez
- Islas Tres Chanchitos
- Isla Indicator o Indicador
- Isla Winter o Invierno
- Islas Shelter o Abrigo
- Isla Skúa
- Isla Leopardo
- Isla Negra
- Islas Barchans
- Islotes Anagrama

## Historia
Aunque varias expediciones estuvieron en la zona, no fueron mencionadas por ninguna y se atribuye su descubrimiento a la Tercera Expedición Antártica Francesa de Jean-Baptiste Charcot (1903-1905), que les dio nombre en reconocimiento a la colaboración de la Argentina con su expedición. La isla Uruguay recibió su nombre en homenaje a la corbeta ARA Uruguay de la Armada Argentina, que fue en busca de Charcot. La isla Galíndez lleva el nombre del comandante de la corbeta, el capitán Ismael Galíndez. La isla Irízar lleva el nombre del comandante argentino Julián Irizar, quien con la corbeta ARA Uruguay rescató la Expedición Antártica Sueca en 1903. En 1909 Charcot regresó a la zona y pasó el invierno en la vecina isla Petermann.
La Expedición Británica a la Tierra de Graham (1934-1937) de John Rymill, instaló en 1935 una cabaña (Wordie House) en la isla Winter e invernó allí, efectuando un levantamiento biológico, geológico y cartográfico. Las islas Skua, Winter, Grotto, Corner, Anagram, Barchans y Forge fueron nombradas por esta expedición. 
En 1942 la cabaña de Rymill fue uno de los varios sitios que visitó el barco argentino ARA 1° de Mayo dejando cilindros con actas que proclamaban la soberanía argentina en su parte reclamada de la Antártida.
El 7 de enero de 1947 el barco británico Trepassey del Falkland Islands Dependencies Survey buscó la cabaña de Rymill sin hallarla, debiéndose construir una nueva en el mismo lugar. La base fue denominada "F" y permaneció ocupada hasta 1953 cuando fue construida una nueva en punta Marina de la isla Galíndez, denominada Coronation House. La Wordie House fue reocupada durante el invierno de 1960 por el personal de la Base "T" británica de la isla Adelaida, debido a las condiciones climáticas en esa isla. En 1977 la Base «F» fue renombrada Base Faraday. En 1996 la base fue transferida (vendida por una libra) a Ucrania y renombrada a Base Akademik Vernadsky. La Wordie House fue designada bajo el sistema del Tratado Antártico como sitio histórico y monumento N.° 62. Fue reconstruida por los británicos entre 1995 y 1996 y transformada en un museo.

## Reclamaciones territoriales
Argentina incluye a las islas en el departamento Antártida Argentina dentro de la provincia de Tierra del Fuego, Antártida e Islas del Atlántico Sur; para Chile forman parte de la comuna Antártica de la provincia Antártica Chilena dentro de la Región de Magallanes y de la Antártica Chilena; y para el Reino Unido integran el Territorio Antártico Británico. Las tres reclamaciones están sujetas a los términos del Tratado Antártico.
Nomenclatura de los países reclamantes: 
- Argentina: islas Argentina
- Chile: islas Argentine
- Reino Unido: Argentine Islands